# كيو جي آي إس
كيو جي آي إس برنامج لعرض المعلومات الجغرافية وكتابتها وتحليلها وهو مفتوح المصدر ومتعدد المنصات.